# Timinhiányos halál
A timinhiányos halál az a jelenség, mikor baktériumok, élesztőgombák és emlőssejtek a DNS-replikáció prekurzorának, a timidin-trifoszfát (dTTP) hiánya esetén elhalnak. Ez a jelenség tesz hatásossá egyes antibakteriális, malária és rák elleni készítményeket, például a trimetoprimet, a szulfametoxazolt, a metotrexátot és a fluoruracilt.

## Története
A jelenségről Hazel D. Barner és Seymour S. Cohen számoltak be először 1954-ben az Escherichia colinál, ahol a timinigényes mutáns baktériumok életképtelenné váltak timinhiányos, de más fontos tápanyagokat tartalmazó közegben. E felfedezés elméletekhez vezetett, melyek célja a timinmetabolizmust célzó pirimidinanalógok fejlesztése baktériumokban és tumorsejtekben. Ezt gyakran „kiegyensúlyozatlan növekedésnek” tulajdonították, ahol a sejtek folytatták az RNS-transzkripciót, a fehérjeszintézist és az anyagcserét DNS-replikáció nélkül. Azonban a tápanyaghiány nem öl el sejteket a timinhiányos sejteknél megfigyelt mértékben. A timinhiányos halál molekuláris mechanizmusa ismeretlen; de DNS-töréseket figyeltek meg a timinhiányos halál során, mely ezt megmagyarázhatja. Ennek lehetséges útvonalai például a replikációiniciáció, a meglévő replikációs villák törése, a sikertelen DNS-javítás, a replikációs origó megszűnte és egy addikciós modul.

## Fordítás
Ez a szócikk részben vagy egészben  a   Thymineless death című angol Wikipédia-szócikk ezen változatának fordításán alapul.  Az eredeti cikk szerkesztőit annak laptörténete sorolja fel. Ez a jelzés csupán a megfogalmazás eredetét és a szerzői jogokat jelzi, nem szolgál a cikkben szereplő információk forrásmegjelöléseként.